# Ponsijärvi
Ponsijärvi är en sjö i kommunen Jalasjärvi i landskapet Södra Österbotten i Finland. Sjön ligger 131 meter över havet. Arean är 48 hektar och strandlinjen är 3,13 kilometer lång. Sjön  ingår i Kyro älvs huvudavrinningsområde.   Den ligger omkring 35 kilometer söder om Seinäjoki och omkring 290 kilometer norr om Helsingfors. 